# Oisemont
Oisemont ist eine französische Gemeinde im Département Somme in der Region Hauts-de-France. Sie gehört zum Arrondissement Amiens, zum Gemeindeverband Somme Sud-Ouest und zum Kanton Poix-de-Picardie (bis 2015 Hauptort des Kantons Oisemont).

## Geografie
Die 8,04 km² umfassende Gemeinde liegt in der Landschaft Vimeu, etwa 40 Kilometer westlich von Amiens und 30 Kilometer vom Ärmelkanal entfernt.

## Bildung
- 2 Grundschulen (eine privat, die andere öffentlich)
- 1 Collège benannt nach Charles Bignon